# Antal Rizmayer
Antal Rizmayer (ur. 5 września 1939 w Budapeszcie) – węgierski zapaśnik walczący w stylu klasycznym. Dwukrotny olimpijczyk. Siódmy w Rzymie 1960 i piąty w Tokio 1964. Walczył w kategorii 73 – 78 kg.
- Turniej w Rzymie 1960

Wygrał z Ángelem Cuetosem z Hiszpanii i Haraldem Barlie z Norwegii, a przegrał z Stevanem Horvatem z Jugosławii i Mithatem Bayrakiem z Turcji.
- Turniej w Tokio 1964

Pokonał Carlosa Alberto Vario z Argentyny i Haralda Barlie z Norwegii, a przegrał z Sadao Kazamą z Japonii i Bolesławem Dubickim.